# فلاديسلاف فاسيليف
فلاديسلاف فاسيليف (بالبلغارية: Владислав Василев)‏ هو لاعب كرة قدم بلغاري في مركز الهجوم، ولد في 30 نوفمبر 1982 في بلغاريا. لعب مع نادي سبارتاك بليفين ونادي سبارتاك فارنا.

## وصلات خارجية
- فلاديسلاف فاسيليف على موقع قاعدة بيانات كرة القدم.إي يو (الإنجليزية)
- فلاديسلاف فاسيليف على موقع Soccerway.com (الإنجليزية)